# تاريخ إسرائيل (1948–الوقت الحاضر)
في أعقاب الحرب الأهلية 1947-1948 في فلسطين الانتدابية، أشعل وثيقة إعلان قيام دولة إسرائيل الحرب العربية الإسرائيلية عام 1948، والتي أسفرت عن تهجير الفلسطينيين عام 1948 من الأرض التي سيطرت عليها دولة إسرائيل، وأدت فيما بعد إلى موجات من الهجرة اليهودية من أجزاء أخرى من الشرق الأوسط.
وشهد النصف الأخير من القرن العشرين سلسلة مطولة من الصراعات بين إسرائيل والدول العربية المجاورة لها. وفي عام 1967، اندلعت حرب الأيام الستة؛ واستولت اسرائيل في أعقابها على مرتفعات الجولان من سوريا، وعلى الضفة الغربية من الأردن، وعلى قطاع غزة وشبه جزيرة سيناء من مصر. وفي 1973، بدأت حرب أكتوبر بهجوم شنته مصر على شبه جزيرة سيناء التي تحتلها إسرائيل.
وفي 1979، وُقعت معاهدة السلام المصرية الإسرائيلية، بناءً على اتفاقات كامب ديفيد. وفي 1993، وقعت إسرائيل على اتفاقية أوسلو مع منظمة التحرير الفلسطينية، والتي أعقبها تأسيس السلطة الوطنية الفلسطينية. وفي 1994، أُبرمت معاهدة السلام بين إسرائيل والأردن. يستمر الصراع بكونه ذا أهمية بارزة في الحياة السياسية والاجتماعية والاقتصادية الإسرائيلية والدولية، بالرغم من الجهود المبذولة من أجل وضع اللمسات الأخيرة على اتفاق السلام.

## الحرب العربية الإسرائيلية
اعترف زعيما القوى العظمى، الرئيس الأمريكي هاري ترومان والزعيم السوفيتي جوزيف ستالين، بالدولة الجديدة، مباشرة بعد إعلان قيامها. رفضت مصر وشرق الأردن وسوريا ولبنان والعراق، الدول الأعضاء في جامعة الدول العربية، قبول خطة التقسيم التي أعدتها الأمم المتحدة، وأعلنوا حق العرب في جميع أنحاء فلسطين بتقرير مصيرهم. وجهت الدول العربية قواتها نحو فلسطين، التي كانت قبيل ذلك تحت الانتداب البريطاني، لتبدأ الحرب العربية الإسرائيلية الأولى. امتلكت الدول العربية تحت تصرفها معدات عسكرية ثقيلة وكانت في البداية طرفًا مهاجمًا (لم تكن القوات اليهودية قبل 15 مايو قد تنظمت في دولة وبالتالي لم يكن بإمكانها شراء أسلحة ثقيلة). وفي 29 مايو 1948، أصدرت بريطانيا قرار مجلس الأمن التابع للأمم المتحدة رقم 50 الذي أعلن حظر الأسلحة على المنطقة. انتهكت تشيكوسلوفاكيا القرار، وزودت الدولة اليهودية بمعدات عسكرية حيوية لتضاهي المعدات الثقيلة والطائرات (البريطانية بمعظمها) التي تمتلكها أساسًا الدول العربية المهاجمة. وفي 11 يونيو، دخلت هدنة الأمم المتحدة حيز التنفيذ لمدة شهر.
وبعد الاستقلال أصبحت الهاغاناه تمثل الجيش الإسرائيلي. طُلب من البلماح (سرايا الصاعقة) والإتسل والليحي وقف العمليات المستقلة والانضمام إلى الجيش الإسرائيلي. وخلال وقف إطلاق النار، حاولت الإتسل إدخال شحنة أسلحة خاصة على متن سفينة «ألتالينا». وعندما رفضوا تسليم الأسلحة إلى الحكومة، أمر بن غوريون بإغراق السفينة. وقُتل عدد من أعضاء الإتسل خلال العملية.
بدأت حينها أعداد كبيرة من المهاجرين اليهود - العديد منهم من قدامى المحاربين في الحرب العالمية الثانية وناجين من المحرقة - في الوصول إلى دولة إسرائيل الجديدة، وانضم العديد منهم إلى الجيش الإسرائيلي.
بعد تكبد الدولة اليهودية خسارة أولية للأراضي التي احتلتها الجيوش العربية، تحول المد تدريجيًا لصالح الإسرائيليين اعتبارًا من يوليو، وطردوا الجيوش العربية واحتلوا بعض الأراضي المشمولة ضمن الدولة العربية المقترحة. وفي نهاية نوفمبر، جرى تنسيق اتفاقات وقف إطلاق نار جزئية بين الإسرائيليين والسوريين واللبنانيين. وفي الأول من ديسمبر، أعلن الملك عبد الله اتحاد شرق الأردن مع فلسطين العربية الواقعة غرب نهر الأردن؛ لم يعترف بهذا الضم سوى بريطانيا.

## اتفاقات الهدنة
وقعت إسرائيل اتفاقات هدنة مع مصر (24 فبراير)، ولبنان (23 مارس)، والأردن (3 أبريل)، وسوريا (20 يوليو). ولم تُبرم اتفاقيات سلام فعلية. ومع دخول وقف إطلاق النار الدائم حيز التنفيذ، رُسمت حدود إسرائيل الجديدة، التي عُرفت فيما بعد بالخط الأخضر. ولم تعترف الدول العربية بهذه الحدود كحدود دولية. كانت إسرائيل تسيطر على الجليل ومرج ابن عامر والقدس الغربية والسهل الساحلي والنقب. أبقى السوريون سيطرتهم على قطاع من الأراضي على طول بحيرة طبريا كان مخصصًا أصلًا للدولة اليهودية، واحتل اللبنانيون منطقة صغيرة في روش الناقورة، واحتفظ المصريون بقطاع غزة وكان لديهم بعض القوات المحاصرة داخل الأراضي الإسرائيلية. بقيت القوات الأردنية في الضفة الغربية، حيث مركزتهم فيها القوات البريطانية قبل الحرب. وضمت الأردن المناطق التي احتلتها في حين أبقت مصر على غزة كمنطقة محتلة.
وفي أعقاب إعلان وقف إطلاق النار، أطلقت بريطانيا سراح أكثر من 2,000 معتقل يهودي كانت تحتجزهم في قبرص واعترفت بدولة إسرائيل. وفي 11 مايو 1949، قُبلت إسرائيل عضوًا في الأمم المتحدة. ومن بين سكان إسرائيل البالغ عددهم 650,000 نسمة، قُتل نحو 6,000 رجل وامرأة في النزاع، بما في ذلك 4,000 جندي في الجيش الإسرائيلي (نحو 1% من السكان).

### تهجير الفلسطينيين
وفقًا للأرقام الصادرة عن الأمم المتحدة، فر وطُرد 726,000 فلسطيني على يد الإسرائيليين بين عامي 1947 و1949. يُعتبر العدد الدقيق للاجئين، الذين استقر الكثير منهم في مخيمات اللاجئين في الدول المجاورة، موضع خلاف، ولكن نحو 80% من السكان العرب القاطنين فيما أصبح لاحقًا إسرائيل (نصف مجموع العرب في فلسطين الانتدابية) غادروا منازلهم أو طُردوا منها. وفي وقت لاحق، منعت سلسلة من القوانين التي أقرتها الحكومة الإسرائيلية الأولى العرب الذين غادروا، من العودة إلى منازلهم أو المطالبة بممتلكاتهم. وظلوا لاجئين طوال حياتهم وأحفادهم من بعدهم. باستثناء الأردن، جرى توطين اللاجئين الفلسطينيين في مخيمات كبيرة للاجئين في ظروف سيئة ومكتظة وحُرموا من الحصول على جنسية البلدان المضيفة لهم. وفي ديسمبر 1949، أنشأت الأمم المتحدة (استجابة لاقتراح بريطاني) وكالة (الأونروا) بهدف تقديم المساعدات إلى اللاجئين الفلسطينيين. وأصبحت أكبر وكالة منفردة تابعة للأمم المتحدة والوحيدة التي تخدم شعبًا بأسره.